# 香港遊樂場協會

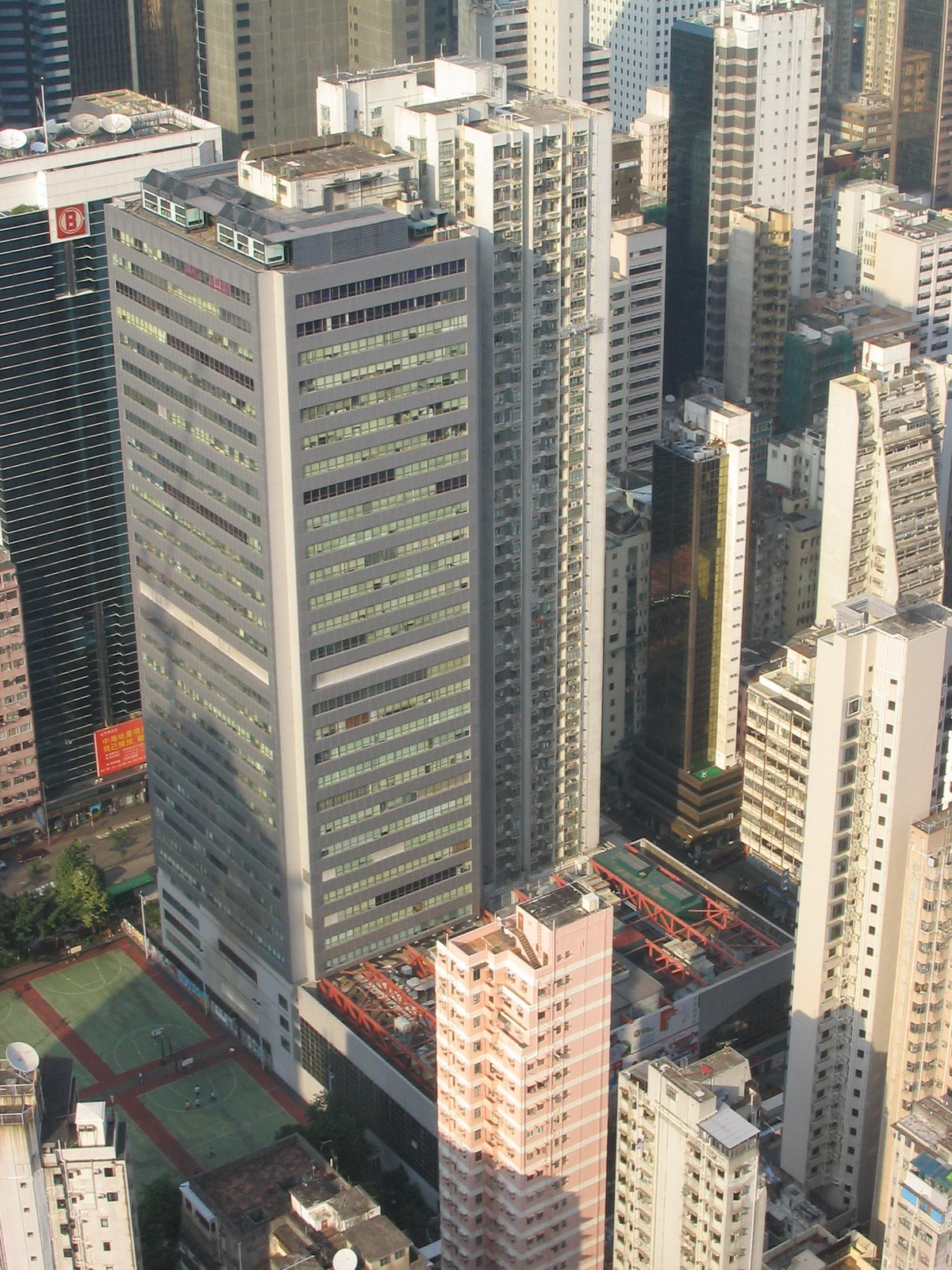
香港遊樂場協會之總辦事處位於灣仔修頓中心

香港遊樂場協會（Hong Kong Playground Association），1933年成立，原名為「兒童遊樂場協會」，於1974年改為現稱，是一個由香港政府資助的非牟利組織，服務目標以培育青少年健康成長為依歸，服務單位遍佈港九新界，透過舉辦多元化的社會工作服務、康樂活動、教育活動及職業訓練等，促進香港青少年及市民大眾的褔祉。
香港遊樂場協會之總辦事處地址：香港灣仔軒尼詩道130號修頓中心11樓。

## 委員會成員
香港遊樂場協會日常運作由執行委員會議決，交總幹事領導各職員執行。
贊助人
- 李家超 （香港特別行政區行政長官）

會長
- 許晉奎

常務副會長
- 林海涵
- 彭詢元

副會長
- 胡鴻烈
- 胡曉明

執行委員會委員
- 單日堅（主席）
- 李傑之（副主席）
- 林靄欣（義務司庫）
- 黃錦輝
- 胡梁子慧
- 姚漢賢
- 周嘉弘
- 關銳煊
- 譚壽森
- 盧鐵榮
- 游寶榮
- 莫鳳儀
- 王泰鴻
- 梁家昌
- 袁樹繁
- 楊啟健
- 林國良
- 譚漢華
- 溫立文（總幹事，列席委員會）

義務法律顧問
- 江焯開

歷任執行委員會主席
- 羅文錦
- 譚雅士
- 羅棟勳
- 羅文錦/摩士
- 羅德丞
- 胡法光
- 楊孝華

## 服務

### 青少年發展及家庭支援服務
賽馬會北角港運城青少年綜合服務中心

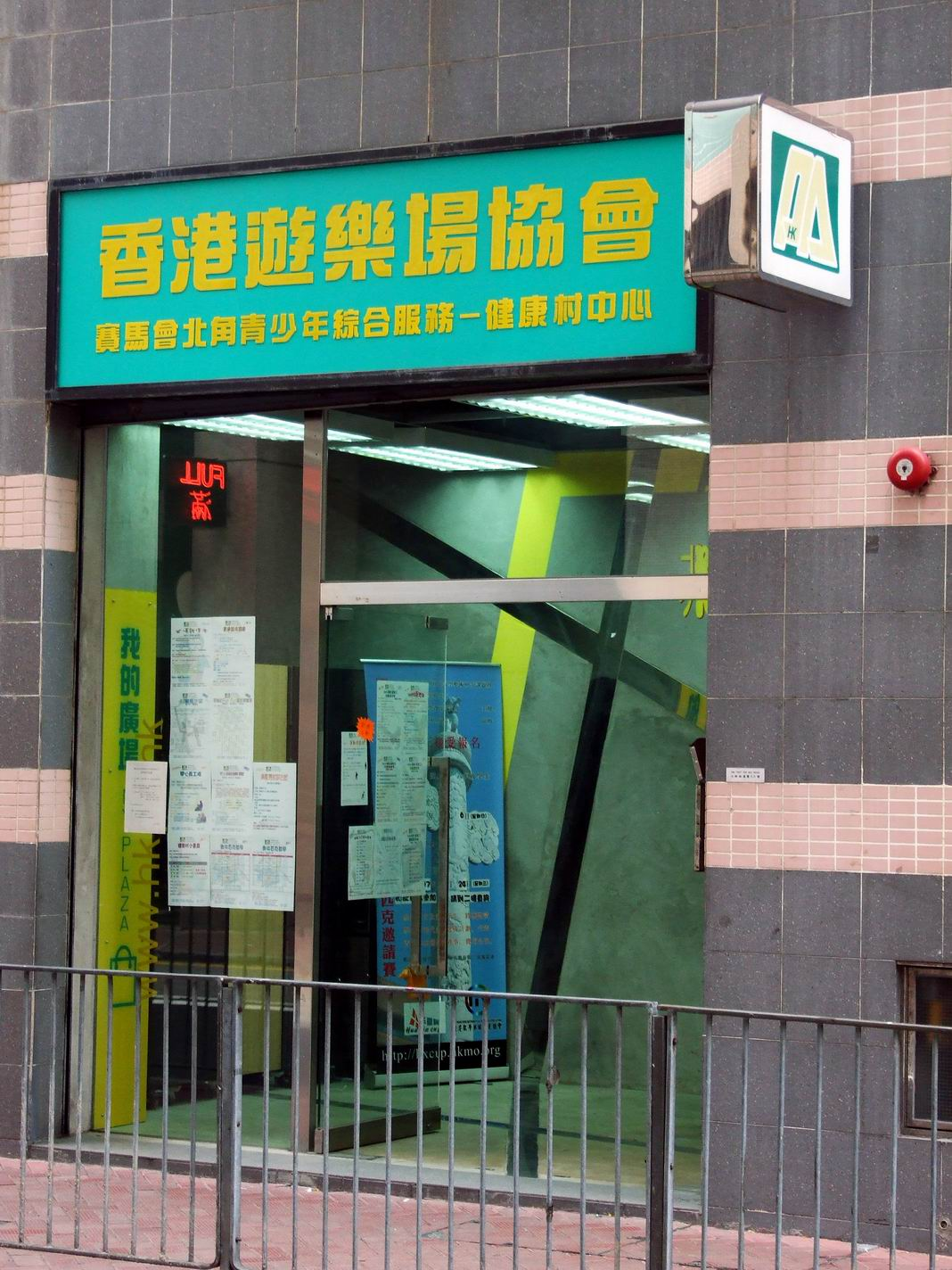
賽馬會北角健康村青少年綜合服務中心
旺角青少年綜合服務中心
慈雲山青少年綜合服務中心
賽馬會竹園（南）青少年綜合服務中心
賽馬會竹園（北）青少年綜合服務中心
賽馬會瓊富青少年成長發展中心
賽馬會上葵涌青少年綜合服務中心
賽馬會青衣青少年綜合服務中心
茜草灣青少年中心暨自修室
- 自1994年投入服務，位於九龍觀塘麗港城茜草灣鄰里社區中心。

顯徑青少年中心暨自修室
- 於1992年投入服務，位於新界大圍顯徑鄰里社區中心。

彩霞青少年中心
- 位於九龍牛頭角彩霞邨。

青少年交流及發展中心
- 位於灣仔軒尼詩道修頓中心，主力促進香港與中國內地或海外青少年的交流活動。

青年工作室
I+ Plus 優才發展中心
- 於2004年投入服務，為各年齡人士提供多元化的訓練活動。

葵青區青苗培訓坊
- 本機構其中一個非政府資助服務單位，成立於2004年初。主要為區內的兒童提供課餘託管及功課輔導服務，以及開辦各類型多元智能培育課程，以促進服務對象的全面成長。

### 高危青少年服務
油尖旺區青少年外展社會工作隊
『礦』展工程 - 油尖旺深宵外展服務
『夜軌』 - 葵青深宵外展服務
『新境界』社區支援服務計劃
- 是一項專為正接受警司警誡令計劃的青少年而設的全面性支援服務，由一隊專業社工負責和支援服務。

非常學堂　- 輟學生支援服務
- 於北角健康邨，自1996年開展「非常學堂」輟學青少年服務，為不能適應學校體制的輟學或瀕臨輟學的學生提供服務，透過「以人為本」、「靈活多元化」和有系統的活動程序，讓他們重新體驗到學習的樂趣、認定自我發展方向、建立積極的人生目標及正向的方法定立自己的前路；並按他們的抉擇以協助他們重返校園、預備投身社會工作或參與有關職業訓練，重回社會正軌。近年更將有關服務延伸至 15 歲以上的輟學青少年推行「非常高校」計劃。

### 學校社會工作及支援服務
學校社會工作服務
小學全方位學生輔導服務
理想校園支援計劃
- 主要為支援學生及推動教學界與社會福利界的專業合作，攜手協助學生達致健康成長。

### 康體發展服務
銀礦灣戶外康樂營
- 是香港首個兒童康樂營地，於1952年開始服務，位於大嶼山梅窩之東灣頭，分有高、中、低座，可供 120 人住宿。

東涌戶外康樂營
- 位於大嶼山東涌牛凹村，設有團體宿舍兩間，可供 30 人住宿。

修頓室內場館
- 「修頓室內場館」：位於灣仔莊士敦道。

麥花臣場館
- 「麥花臣場館」：位於旺角染布房街，禮堂租用可作興趣班、各類型訓練課程及會議之用。

籃球學院
- 透過成立一個專項部門，專門提供籃球培訓及成長輔導，提供有系統及具階梯性發展的籃球培訓。於2005年開始推行籃球級別訓練計劃，共分 10 個級別，表現傑出的學員將有機會代表I+Plus優才隊參加香港籃球總會舉辦之賽事，香港遊樂場協會擁有甲組乙組兩支球隊。

### 其他特別計劃
香港傑出少年選舉
- 於1995年創辦，每兩年舉辦一次，表揚及讚許在不同崗位上有傑出表現的少年人。選舉共分為三個組別：「個人成就組」、「個人奮進組」及「社會參與組」。

香港青年藝術家年賞
- 創辦於2005年，每兩年一屆，本年已為第七屆。選舉目的在於嘉許於藝術創作工作上有成就，及藝術推動方面有貢獻之青年人，分別為「十大青少年藝術家」及「十大青少年藝術家新星」兩個獎項，藉此鼓青年人投入參與及推動藝術。此外，並將得獎者組織起來，於日後參與社會服務以回饋社會。

創藝坊
- 創藝坊是由香港遊樂場協會於2005至2007年舉辦的嘉年華會式墟市計畫。場地由民政事務總署借出並由黃大仙區議會支持下交由香港遊樂場協會以社會企業形式開展有關計畫，為失業及待業人士創造就業機會。

## 相關
- 香港遊樂場協會籃球隊
- 社會工作

## 外部連結
- 官方网站
- 香港遊樂場協會的Facebook專頁
- 香港遊樂場協會的Instagram帳戶
- 香港法例 1061章 （页面存档备份，存于）